# جوف بطني حوضي
التجويف البطني الحوضي (بالإنجليزية: Abdominopelvic cavity)‏ تجويف في الجسم مكون من تجويف البطن وتجويف الحوض. يحتوي على المعدة والكبد والبنكرياس والطحال والمرارة والكلى ومعظم الأمعاء الدقيقة والغليظة. يحتوي أيضًا على المثانة البولية والأعضاء التناسلية الداخلية. تجويف الحوض البطني كيسُ جيبٍ صغير يقع على ارتفاع منخفض في قاعدة التجويف البطني الحوضي. لا يوجد غشاء يفصل تجويف البطن عن تجويف الحوض لذا يُشار إليه أحيانًا باسم الحوض البطني أو التجويف البريتواني. هناك العديد من الأمراض والاضطرابات المرتبطة بأعضاء التجويف البطني الحوضي.
تقع المعدة على الجانب الأيسر، ومتصلة بأنبوب المريء. يأتي الطعام عبر المريء، مارًا خلف جميع الأعضاء الأخرى في التجويف الصدري، ثم يخرج الطعام من المريء إلى المعدة. تُعتبر المعدة بيئة حمضية ومكان هرس للطعام إذ تبدأ فيها عمليات الهضم الرئيسية. يجب تحطيم جزيئات الطعام قبل دخولها الأمعاء الدقيقة. يمكن أن تتأثر المعدة ببعض أنواع الأمراض. جرثومة الملتوية البوابية، المعروفة سابقًا باسم العطيفة البوابية، عدوى جرثومية سلبية الغرام محبة للأكسجين وعادة ما توجد في المعدة. تنص المقالة المسماة «الكائنات الحية المعوية المشابهة للعُطيفة والتهاب المعدة والداء الهضمي القرحي» على أن عدوى الملتوية البوابية «معروفةٌ بأنها السبب الأكثر شيوعًا والأهم لالتهاب المعدة، ارتبطت عدوى العطيفة البوابية بقرحة الإثني عشر وقرحة المعدة وعسر الهضم غير التقرحي وسرطان المعدة» (جراهام 1). أعرف شخصًا أو شخصين مصابين بالعدوى. يجب على الأشخاص المصابين بالعطيفة البوابية أن يشربوا سوائل إضافية طالما استمر الإسهال. المضادات الحيوية ضرورية أو تُوصف للأشخاص المُراضى بشدة أو المعرضين لخطر الإصابة بمرض شديد، مثل الأشخاص الذين يعانون من ضعف شديد في جهاز المناعة. على سبيل المثال، الأشخاص الذين يعانون من اضطرابات الدم كالتلاسيميا ونقص غاما غلوبولين الدم أو الإيدز أو الأشخاص الذين يتلقون العلاج الكيميائي.
تبلغ الأمعاء الدقيقة حوالي 20 قدمًا وتقع خلف الأمعاء الغليظة ثم تشكل كتلة من الأنبوب الملتف. تنقسم الأمعاء الدقيقة إلى 3 أجزاء: الإثني عشر والصائم واللفائفي. يستقبل الاثنا عشر جزيئات من أعضاء مختلفة مثل البنكرياس. يفرز البنكرياس محتوياته في القسم الأول من العفج. الجزء الثاني هو الصائم ويقع في منتصف الأمعاء الدقيقة. عند النظر إلى نموذج، لا يمكن للمرء أن يعرف متى يتوقف ويبدأ، لذلك، ستحتاج إلى النظر بشكل منطقي قدر الإمكان لمحاولة معرفة مكانه بالضبط. ثم يأتي الجزء الأخير من الأمعاء الدقيقة وهو اللفائفي. يرتبط اللفائفي مباشرة في الأمعاء الغليظة. يتصل اللفائفي مباشرة بالصمام اللفائفي الأعوري وتبدأ الأمعاء الغليظة. الأمعاء الغليظة، والمعروفة أيضًا بالقولون، الجزء الأخير من القناة الهضمية والجهاز الهضمي. أحد الأمراض التي تصيب بطانة القناة الهضمية هو داء كرون، حالة التهابية مزمنة في القناة الهضمية. يؤثر داء كرون غالبًا في نهاية الأمعاء الدقيقة (اللفائفي) وبداية القولون، ولكن يمكنه أن يؤثر على أي جزء من القناة الهضمية (GI)، من الفم إلى فتحة الشرج. تنص مقالة «داء كرون في الأمعاء الغليظة» على أنه «يمكن في بعض الأحيان تحديد أو تأكيد تشخيص داء كرون عن طريق فحص الأنسجة المُستخرجة في الاستكشاف البطني عندما يُستطب استئصال الآفات المعوية» (مورسون، 502). بشكل عام، يصيب داء كرون الأمعاء الغليظة والدقيقة.
ينتج البنكرياس هرمون الأنسولين الذي يساعد على التحكم في نسبة السكر في الدم. الطحال، على النموذج، عضو منحني الشكل أرجواني اللون يقع على الجانب الأيسر، بمثابة عضو مخفي ضمن التجويف. يقوم الطحال بتصفية كريات الدم الحمراء ويسحب كريات الدم القديمة ويزيلها. يتوضع الطحال أيضًا مقابل للأضلاع، لذا إن قمت بكسر أحد الأضلاع، يمكن أن ينثقب الطحال. هناك الكثير من الدم المتدفق في الطحال، لذلك احتمال النزف الشديد أكبر. التهاب البنكرياس الحاد التهابٌ مفاجئ في البنكرياس يمكن أن يكون خفيفًا أو مهددًا للحياة، ولكنه يخمد عادةً. تشكل حصيات المرارة وإدمان الكحول الأسباب الرئيسية لالتهاب البنكرياس الحاد. ألم البطن الشديد العرض السائد لذلك. في مقال «التهاب البنكرياس الحاد» ينص على أن «المرض يحدث بتواتر مماثل بين مختلف الفئات العمرية، ولكن سبب الحالة واحتمال الوفاة يختلف حسب العمر والجنس والعرق ومؤشر كتلة الجسم (الوزن بالكيلوغرام مقسمًا على مربع الطول بالأمتار)، وعوامل أخرى». وتحوي المقالة أيضًا «أهم عوامل الخطر لالتهاب البنكرياس لدى البالغين هي حصيات المرارة والاستخدام المفرط للكحول، على الرغم من أن التهاب البنكرياس المكتشف سريريًا لا يتطور أبدًا في معظم الأشخاص الذين يعانون من عوامل الخطر هذه». البنكرياس عضو ينظم السكر في الدم، والتهاب البنكرياس هو حدوث تفاعل التهابي في البنكرياس.
الزائدة الدودية عضو خارج من الأعور (قطعة تشبه الذيل الصغير). صغيرة الحجم ومتصلة بالأمعاء الغليظة في الجانب الأيمن السفلي من البطن. عندما تُصاب بالعدوى، يحدث ما يسمى التهاب الزائدة الدودية. عندما تتراكم البكتيريا، يمكن أن تتورم وتنتفخ ما يؤدي إلى التهاب الزائدة الدودية. التهاب الزائدة الدودية هو حدوث التفاعل الالتهابي في الزائدة. إذ هي عبارة عن جيب على شكل إصبع ناتئ من القولون في الجانب الأيمن السفلي من بطنك. يبدو أن الزائدة ليس لها وظيفة محددة. أي وظيفتها غير معروفة. تذكر مقالة «التهاب الزائدة الدودية الحاد»: «التهاب الزائدة الدودية أكثر حالات الإسعاف البطنية شيوعًا، والمسببة لأكثر من 40,000 حالة دخول إلى المستشفى في إنكلترا كل عام. التهاب الزائدة الدودية أكثر شيوعًا بين سن 10 و20 عامًا، لكن لا يوجد استثناء لأي عمر. يوجد رجحان للذكور، مع نسبة إصابة الذكور إلى الإناث 1:1.4؛ الخطر الإجمالي على الحياة هو 8.6% للذكور و6.7% للإناث في الولايات المتحدة» (سيمبسون1). رغم عدم وجود وظيفة للزائدة الدودية، إلا أن التهابها هو حالة الطوارئ البطنية الأكثر شيوعًا.
الكبد هو عضو معالجة وإزالة السموم. يصفّي وينظف الدم بأكمله. عند النظر أيضًا إلى رسم تخطيطي، يقع الكبد مباشرة فوق الحجاب الحاجز على الجانب الأيمن. تقع المرارة (عادة خضراء اللون في معظم الرسوم) على الجانب السفلي (أدنى) والخلفي (خلف) للكبد. تنتج المرارة الصفراء التي تستخدم للمساعدة في معالجة الدهون في الجسم. يمكن للبشر أن يعيشوا بدون المرارة. تُزال من الناس طوال الوقت، ولكن من المهم أن تكون أكثر حذرًا في نظامك الغذائي ونوع الأشياء الدهنية التي تختار وضعها في الجسم. يمكن أن يؤدي إلى الإصابة بالإسهال، لأن جسمك لم يعد يعالج الطعام أيضًا. تليف الكبد أحد مضاعفات أمراض الكبد التي تتميز ببنية ووظائف غير طبيعية للكبد. تؤدي الأمراض إلى حدوث تليف الكبد من خلال إصابتها وقتلها خلايا الكبد، وبعد ذلك يتسبب الالتهاب والإصلاح المرتبط بخلايا الكبد الميتة في تكوين الأنسجة الندبية. تتكاثر خلايا الكبد التي لم تمت في محاولة لاستبدال الخلايا التي ماتت. وينتج عن ذلك تجمعات من خلايا الكبد المشكلة حديثًا (العقيدات المتجددة) داخل النسيج الندبي. تذكر مقالة بعنوان تليف الكبد «إن الانتشار الدقيق لتليف الكبد في أنحاء العالم غير معروف. يُقدّر بـ 0.15% أو 40,000 إصابة في الولايات المتحدة الأمريكية، تسببت في حدوث أكثر من 25,000 حالة وفاة و373,000 حالة إخراج من المستشفى بعد تلقيهم الرعاية في عام 1998». لذلك، يعالج الكبد ويزيل السموم من الأعضاء ولكنه مسؤول عن نسبة عالية جدًا من الوفيات بسبب تليف الكبد.
في مؤخّر الجانب الظهري من نموذج تجويف البطن، هناك عضوان صغيران بشكل حبوب الفاصولياء هما الكلية اليسرى والكلية اليمنى. تُصفّي الكلى الدم والبول. تحدث التهابات الطرق البولية بسبب الميكروبات مثل البكتيريا المتغلّبة على دفاعات الجسم في الطرق البولية. يمكنها أن تؤثر على الكلى والمثانة والأنابيب التي تمر بينهما. يمكن تقسيم الطرق البولية إلى الطرق البولية العلوية والطرق البولية السفلية. يتكون الطريق البولي العلوي من الكليتين والحالب، ويتكون الطريق البولي السفلي من المثانة والإحليل. واحدة من أكثر أنواع العدوى شيوعًا وتمثل حوالي 8.1 مليون زيارة للطبيب كل عام. في مقال «التهابات الطرق البولية البكتيرية في مرضى السكري» تنص على أن «تشكّل الطرق البولية مشكلة كبيرة لدى مرضى السكري بسبب الآثار المتعددة لهذا المرض على الجهاز المناعي. تشمل التهابات الطرق البولية المعقدة المرتبطة بمرض السكري الخراج الكلوي والعجاني، والعدوى المشكلة للغازات، مثل التهاب الحويضة والكلية النُّفاخي والنخر الحليمي الكلوي» (أندريول 1). في الختام، تصفّي الكلية الدم والبول ولكن في بعض الحالات يمكن أن تؤدي إلى التهابات ثانوية مثل عدوى الطرق البولية.

## صور إضافية

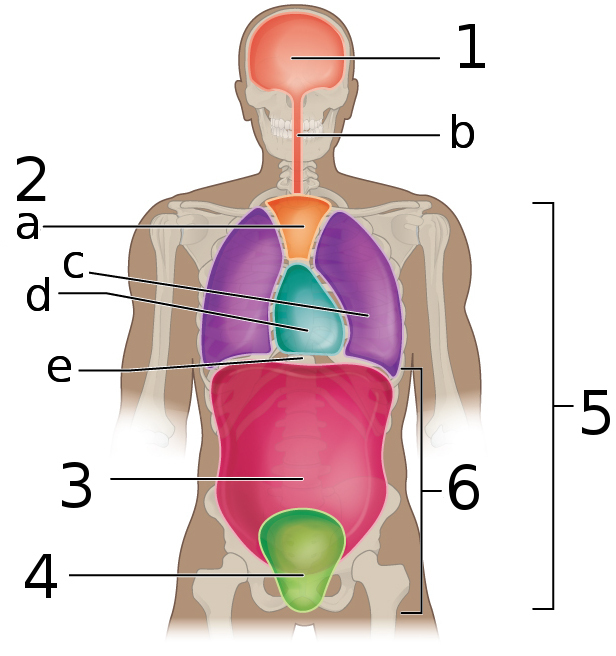
الجوف البطني الحوضي 6 يتكون من الجوف البطني 3 والجوف الحوضي 4.
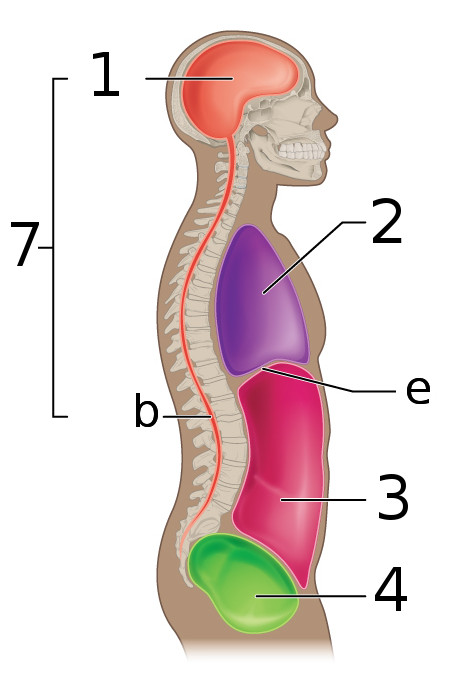
يتكون الجوف البطني الحوضي من الجوف البطني 3 والجوف الحوضي 4.